# Фридман, Меир
Меир бен-Иеремия Фридман (род. в Красне (Венгрия) в 1831 г., ум. в 1910 г.) — австро-венгерский талмудист и публицист, один из выдающихся знатоков Талмуда и Мидрашим.

## Биография
Сын некоего Иеремии Фридмана. Образование получил в унгварском иешиботе, где изучал каббалистические и хасидские произведения. В возрасте 16 лет познакомился с «Биуром» Мендельсона к Пятикнижию и с этих пор стал читать новоеврейскую литературу. В 20 лет начал изучать светские науки.
Вв 1858 году поступил в Венский университет. В 1864 году был назначен преподавателем кафедры Библии и Мидрашим в новооснованном А. Еллинеком в Вене училище «Bet ha-Midrasch», а затем был избран профессором «Israelitisch-theologische Lehranstalt» (Израильская школа теологии).

## Труды
Ему принадлежат ценные издания галахических Мидрашим с примечаниями и введениями:
- издание галахического Мидраша «Сифре» (Вена, 1864);
- Мехильты (ib., 1870);
- «Песикты Раббати» (ib., 1880);
- «Tanna debe Elijahu» (ib., 1900).

Кроме того, ему принадлежат:
- «Eschet Chajil» — комментарий на поэму «Eschet Chajil» (Притч., 31, Вена, 1878);
- «Ha-Zijion» — толкование 20 гл. кн. Иезекииля (ib., 1882);
- «Dabar al-Odot ha-Talmud» — относительно перевода Талмуда на европейские языки (ib., 1885);
- «Onkelos u. Akylos» (ib., 1896);
- «Massechet Makot» — критическое издание талмудического трактата «Макот» с комментарием (написанное им по поручению венского международного конгресса ориенталистов; ib., 1888);
- «Sefer Schofetim» — глоссы к Судьям (ib., 1891);
- «Meir Ajin» — комментарий к пасхальной Агаде (ib., 1895).

С 1881 по 1886 г. Фридман издавал вместе с А. Вейсом журнал «Bet Talmud», посвященный исследованию библейской и талмудической письменности. Фридман также написал целый ряд статей для периодических изданий «Ha-Asif», «Ha-Kedem» и др.